# VM i landevejscykling 2026
VM i landevejscykling 2026 vil blive den 99. udgave af VM i landevejscykling. Det vil foregå fra Det vil foregå fra 20. til 27. september 2026 i Canadas næststørst by Montreal i provinsen Québec.
I september 2022 meddelte UCI at verdensmesterskaberne i 2026 for tredje gang i historien skulle afholdes i Canada, og for anden gang i Montreal. Første gang det blev afholdt i Montreal var i 1974, og seneste gang mesterskabet var i Canada var 2003 hvor Hamilton var værtsby.